# Malwida von Meysenbug

Malwida von Meysenbug

Malwida von Meysenbug, geboren als Malwida Rivalier (geboren 28. Oktober 1816 in Kassel; gestorben 26. April 1903 in Rom), war eine deutsche Schriftstellerin, die sich auch politisch und als Förderin von Schriftstellern und Künstlern betätigte.

## Leben

Jugendbildnis

Amelie Malwida Wilhelmina Tamina Rivalier wurde 1816 als neuntes von zehn Kindern des kurhessischen Hofbeamten Carl Rivalier (1779–1847) geboren. Ihr Vater wurde 1825 mit Namensmehrung durch von Meysenbug in den erblichen kurhessischen Adelsstand erhoben, wodurch auch Malwida in den Rang einer Freiin aufstieg. Der badische Diplomat und Politiker Wilhelm Rivalier von Meysenbug war ihr Bruder.
Künstlerische und literarische Anregungen erhielten die Kinder von der Mutter Ernestine geb. Hansell, die sie u. a. mit der Gedankenwelt Friedrich Schlegels und Rahel Varnhagens vertraut machte. Aufgrund politischer Unruhen in Kurhessen zog die Mutter mit Malwida und deren jüngeren Schwester 1832 nach Detmold. Durch die Bekanntschaft mit dem Theologiestudenten und Pfarrerssohn Theodor Althaus, der ihr Liebhaber wurde, löste sich Malwida in den folgenden Jahren von ihrer konservativen Prägung und wurde Vertreterin aufklärerischen Gedankenguts. Insbesondere sollte sie sich zeitlebens mit dem Christentum auseinandersetzen; in den 1840er Jahren befasste sie sich mit der Philosophie Hegels und der materialistischen Junghegelianer. Sie trat energisch für Frauenemanzipation ein und kam so mit sozialistischen Kreisen in Verbindung. Schließlich unterstützte sie die Märzrevolution von 1848, was sie endgültig in Widerspruch zu ihrer eher reaktionären Familie brachte. Mit Hilfe einiger Freunde gelang es ihr auch, als Zuschauerin am Vorparlament in der Frankfurter Paulskirche teilzunehmen.
Ab 1850 studierte von Meysenbug an der Hamburger Hochschule für das weibliche Geschlecht, um Erzieherin zu werden. Nach dem frühen Tod Theodor Althaus’ im Jahre 1852 emigrierte sie, auch um einer drohenden Verhaftung zu entgehen, nach London. Dort lernte sie unter anderem Gottfried und Johanna Kinkel, Carl Schurz, Therese Pulszky und Alexander Herzen kennen. Herzen, bei dem sie wohnte, machte sie mit weiteren Persönlichkeiten des Londoner Exils bekannt; darunter waren Giuseppe Mazzini, Ferdinand Freiligrath und Giuseppe Garibaldi. Für den Witwer Alexander Herzen übernahm sie die Erziehung seiner Töchter Olga (1850–1953) und Natalie (1844–1936); besonders zu ersterer entwickelte sie eine starke mütterliche Zuneigung.
In den Jahren 1860/61 lebte Malwida von Meysenbug mit Olga in Paris, dem damaligen kulturellen Zentrum Europas. Sie war dort häufig Gast bei Richard Wagner, dessen vertrauteste Freundin sie neben Marie von Schleinitz war. Auch mit Charles Baudelaire und Hector Berlioz stand sie in Beziehung; über Wagner kam sie in Kontakt mit der Philosophie Arthur Schopenhauers, welche sie – in eigener Interpretation – für sich selbst übernahm.
1869 erschien anonym der erste Band der Memoiren einer Idealistin Malwida von Meysenbugs, zunächst auf Französisch; nach einer erweiterten Übersetzung erschienen 1875 und 1876 auch ein zweiter und dritter Band.

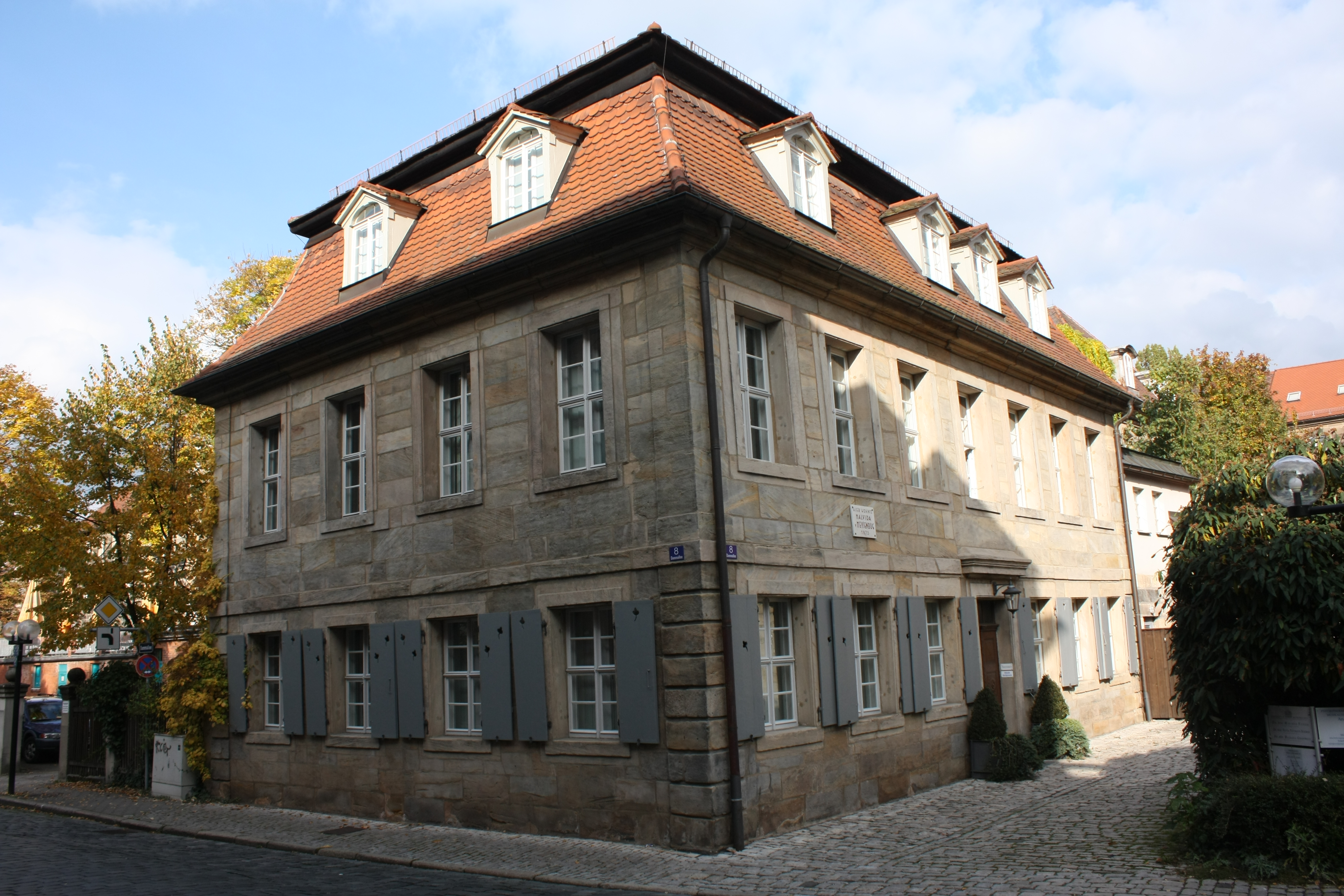
Meysenbugs Wohnhaus in Bayreuth (Dammallee 8) mit Gedenktafel

Als enge Freundin Wagners war von Meysenbug Trauzeugin bei dessen Hochzeit mit Cosima 1870. Bei der Grundsteinlegung des Bayreuther Festspielhauses 1872 lernte sie Friedrich Nietzsche kennen, dessen Gönnerin und Freundin sie wurde und blieb. Am 17. August 1873 zog sie für viereinhalb Monate nach Bayreuth; schon in Tribschen hatte Richard Wagner sie eingeladen, „ganz hierher zu kommen“. Cosima bezeichnete Malwida von Meysenbug in ihrem Tagebuch als „vortreffliche Freundin“, Richard hingegen erwies sich plötzlich als religiöser Eiferer und warf ihr vor, ihren Zögling nicht getauft zu haben. Am 4. Januar 1874 verließ sie Bayreuth wieder. Im Juli 1876 kam sie anlässlich der ersten Festspiele nochmals für einige Monate in die Stadt.
Seit 1874 war von Meysenbug im Alter von 58 Jahren auf ärztliches Anraten in Italien geblieben und Olga nach deren Hochzeit mit Gabriel Monod nicht weiter gefolgt. In Tradition der Salons der Henriette Herz oder Rahel Varnhagen lud sie oft junge Künstler und Schriftsteller zu sich ein. Mit Nietzsche, Paul Rée und dem Studenten Albert Brenner verbrachte sie den Winter 1876/1877 in Sorrent. Im Frühjahr 1882 stellte sie Nietzsche und Rée in ihrer Wohnung in Rom die junge Lou von Salomé vor. In Rom begann ihre eigentliche Laufbahn als Schriftstellerin.
Ihr einziger Roman Phädra von 1885 war vom Bayreuther Kunsterlebnis geprägt. Die Menschheit des ausgehenden 19. Jahrhunderts sei „regenerationsbedürftig“, diese Regeneration könne allein durch die deutsche Kunst, durch das Werk Richard Wagners, erfolgen. Wegen seines Klimas schied Bayreuth als „neues Olympia“ der höchsten Kunst und der Vollendung allerdings aus. „Auf einer Insel“, so die Dichterin, müsse die geistige Entwicklung des Menschengeschlechts einen neuen Anfang nehmen. Korfu sollte diese Funktion erfüllen: Die besten aus allen Völkern sollten dorthin auswandern, um ein neues Olympia zu schaffen, wohin einmal im Jahr das Volk pilgern könne.
Die Idealistin von Meysenbug war nicht immer mit den inhaltlichen Aussagen ihrer „Buben“ einverstanden, blieb aber vor allem mit dem Menschen Nietzsche befreundet. Als sie im Frühsommer 1888 Nietzsche für seine harten Worte im Fall Wagner tadelte – sie war Wagner immer eng verbunden geblieben –, warf er ihr jedoch völliges Unverständnis seiner Werke vor und brach den Kontakt mit ihr ab. Sie schrieb dies später dem beginnenden Wahnsinn Nietzsches zu.
1890 lernte Malwida von Meysenbug in Rom den 50 Jahre jüngeren Romain Rolland kennen; er wurde ihr letzter enger Vertrauter und der Briefwechsel ist Zeugnis einer großen Freundschaft. 1903 starb Malwida von Meysenbug in Rom und wurde dort, auf eigenen Wunsch ohne geistliche Begleitung, auf dem Cimitero acattolico an der Cestius-Pyramide beigesetzt.

## Ehrungen
Malwida von Meysenbug war 1901 die erste Frau, die für den Literaturnobelpreis nominiert wurde.
Zwei Schulen in Kassel und Berlin hießen vorübergehend Malwida-von-Meysenbug-Schule.
Am 7. Juli 2021 wurde eine Skulptur der New Yorker Künstlerin Linda Cunningham in Kassel auf dem Platz der 11 Frauen eingeweiht, die auch Malwida von Meysenbug ehrt.

## Werke
Veröffentlichungen zu Lebzeiten
- Memoiren einer Idealistin (1869–1876), Erstausgabe: Mémoires d' une idéaliste : (entre deux révolutions); 1830–1848. Georg: Genève, 1869. Die deutschsprachige Ausgabe von 1876 als Mikrofiche-Ausgabe, Saur: München, [1994]. Erweiterte Neuausgabe herausgegeben von Renate Wiggershaus, 278 S., Edition Klassikerinnen, Ulrike Helmer Verlag: Königstein/Taunus 1998, ISBN 3-89741-007-9 (Digitalisat der Originalausgabe)
- Der Lebensabend einer Idealistin (1898), Der Lebensabend einer Idealistin. Nachtrag zu den "Memoiren einer Idealistin". 7. Auflage, Schuster & Loeffler: Berlin, 1906. E-Ausgabe bei tredition: Hamburg 2011. ISBN 978-3-8424-2089-2
- Stimmungsbilder aus dem Vermächtniss einer alten Frau. Reißner & Ganz, Leipzig/Cöln 1879. (Digitalisat)
- Individualitäten (1901). 2. Auflage, Schuster & Loeffler: Berlin, 1902, 579 S., (online (in Die Decembristen (S. 435–526) bespricht Meysenbug ein Buch Kropotkins über die Dekabristen)), Mikrofiche-Ausgabe, Fischer: Erlangen, 2001.

Werke aus dem Nachlass
- Stimmungsbilder. Berlin u. a., Schuster & Loeffler, 1905. (Digitalisat)
- Himmlische und irdische Liebe. Berlin, Leipzig : Schuster & Löffler, 1905.
- Florence. Roman aus dem viktorianischen England. Hrsg. von Ruth Stummann-Bowert. Im Auftrag der Malwida von Meysenbug Gesellschaft. Würzburg, Verlag Königshausen & Neumann, 2007. ISBN 978-3-8260-3697-2
- Im Anfang war die Liebe. Briefe an ihre Pflegetochter. München. C.H. Beck'sche Verlagsbuchhandlung, 1926
- Une amitié européenne. Romain Rolland et Malwida von Meysenbug. Correspondance 1890-1903. Édition établie, présentée et annotée par Wolfgang Kalinowsky. 3 Bände. 2016. ISBN 978-3-00-052451-6

Sammelbände
Ausgewählte Schriften. Herausgegeben von Sabine Hering und Karl-Heinz Nickel. 278 S. Ulrike Helmer Verlag, Königstein/Taunus 2000, ISBN 3-89741-039-7.

## Literatur

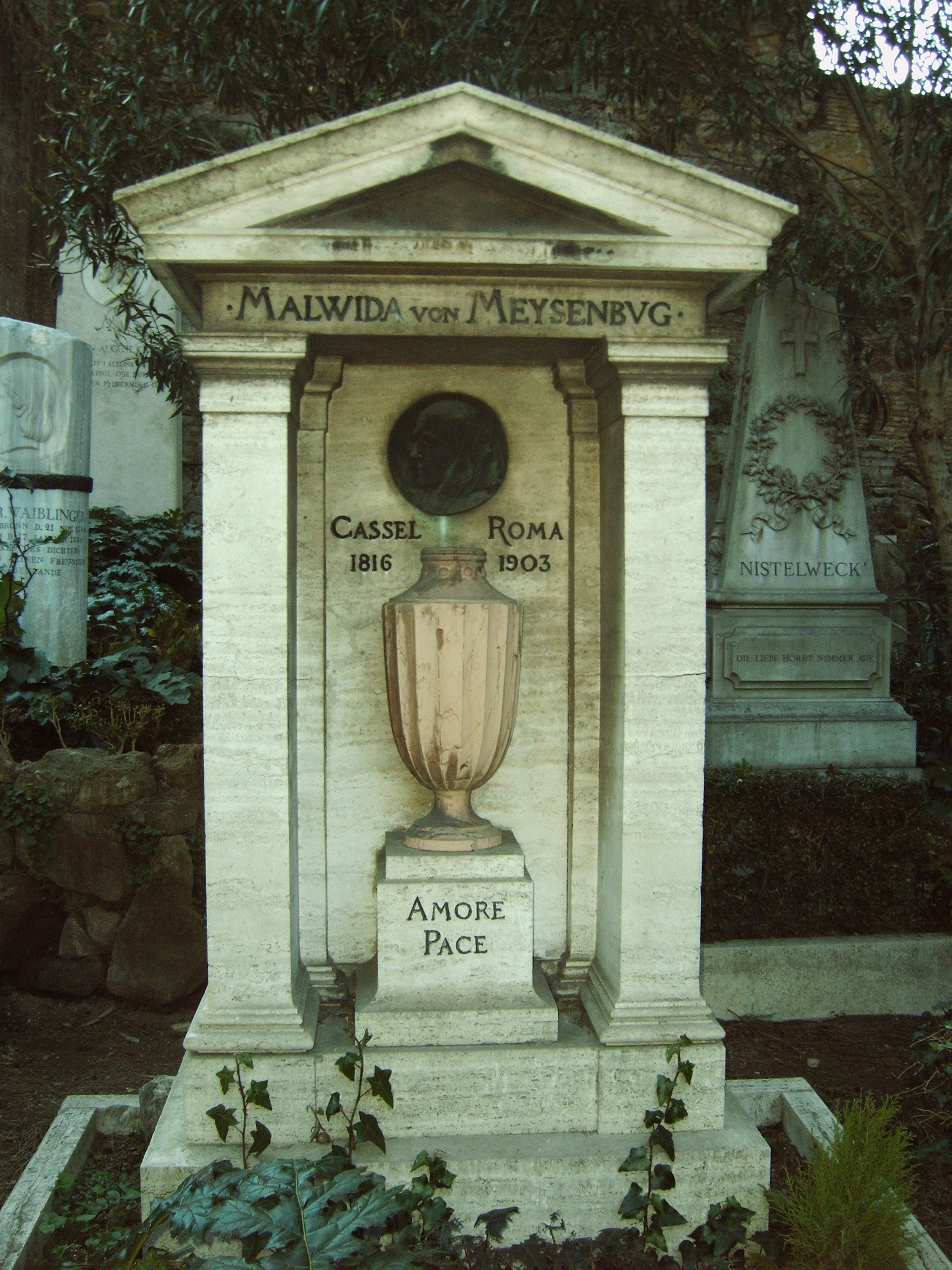
Grabmal Meysenbug

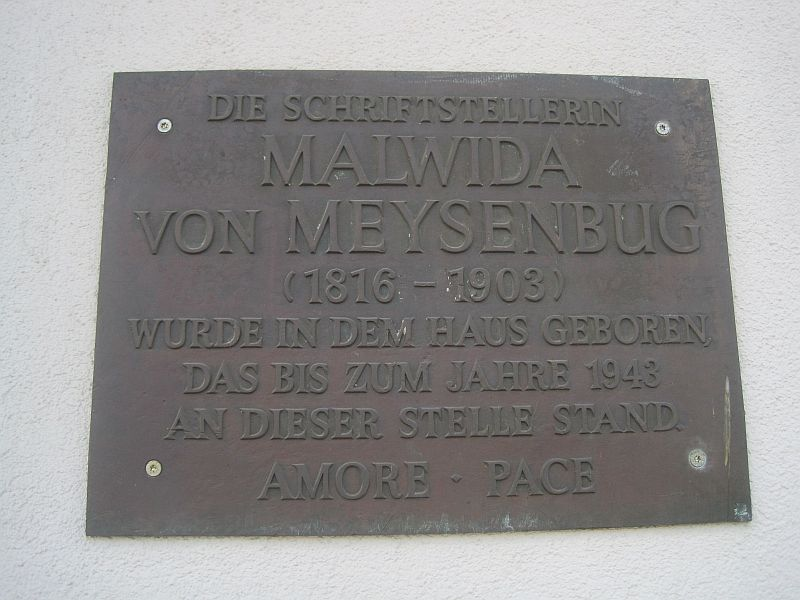
Gedenkplakette am Ort des Geburtshauses in Kassel

## Belletristik
- Andrea und Dirk Liesemer: Tage in Sorrent. Mareverlag, Hamburg 2022, ISBN 978-3-86648-601-0.